# Holger Bech Nielsen
Holger Bech Fritz Nielsen (Copenaghen, 25 agosto 1941) è un fisico danese.
È professore all'Istituto Niels Bohr nell'Università di Copenaghen, dove ha cominciato a studiare fisica nel 1961.
Ha prodotto risultati originali nella fisica delle particelle, soprattutto nel campo della teoria delle stringhe. È stato infatti tra i primi (insieme a Nambu e Susskind, e indipendentemente da questi) a sostenere che il modello di Veneziano fosse in effetti una teoria delle stringhe.
Ha ricevuto il prestigioso Premio Humboldt nel 2001 per le sue ricerche scientifiche. Alcuni concetti di fisica nucleare prendono il suo nome, come ad esempio il Vortice Nielsen-Olesen. È molto popolare in Danimarca per le sue coinvolgenti lezioni pubbliche di fisica. Le sue ultime apparizioni pubbliche sono state all'Università della Danimarca del Sud ad Odense (10 marzo 2005), al Kulturhuset di Skanderborg (26 gennaio 2006), all'EUCVest a Esbjerg (21 marzo 2006) e al Regensen a Copenaghen (12 aprile 2006).